# Spiramater
Spiramater là một chi bướm đêm thuộc họ Noctuidae.

## Loài
- Spiramater lutra (Guenée, 1852)

## Former species
- Spiramater grandis is now Lacanobia grandis (Guenée, 1852)